# Operace: Zlomený šíp
Operace: Zlomený šíp (v anglickém originále Broken Arrow) je americký akční film z roku 1996. Režisérem filmu je John Woo. Hlavní role ve filmu ztvárnili John Travolta, Christian Slater, Samantha Mathis, Delroy Lindo a Frank Whaley.

## Obsazení
| John Travolta      | Vic Deakins      |
| Christian Slater   | Riley Hale       |
| Samantha Mathis    | Terry Carmichael |
| Delroy Lindo       | Max Wilkins      |
| Frank Whaley       | Giles Prentice   |
| Bob Gunton         | Pritchett        |
| Vyto Ruginis       | Johnson          |
| Vondie Curtis-Hall | Sam Rhodes       |